# Yaotsu (Gifu)
Yaotsu (八百津町 Yaotsu-chō?) es un pueblo localizado en la prefectura de Gifu, Japón. En octubre de 2019 tenía una población estimada de 10.286 habitantes y una densidad de población de 79,9 personas por km². Su área total es de 128,79 km².

## Geografía

### Localidades circundantes
- Prefectura de Gifu
  - Ena
  - Hichisō
  - Kani
  - Kawabe
  - Minokamo
  - Mitake
  - Mizunami
  - Shirakawa

## Demografía
Según los datos del censo japonés, esta es la población de Yaotsu en los últimos años.
| 1995   | 2000   | 2005   | 2010   | 2015   |
| ------ | ------ | ------ | ------ | ------ |
| 14.323 | 13.632 | 12.935 | 12.045 | 11.027 |